# Zobni aparat
Zobni aparat je naprava, ki uravnava zobe. Poznamo fiksne in snemljive. Po navadi ga predpiše ortodont in je v Sloveniji od 18. leta samoplačniški. Poznamo več vrst fiksnih zobnih aparatov: železni, keramični, nevidni, prozorni, na notranji strani zob, 
Zobni aparat se uporablja za poravnanje zob ter jim pomagajo postaviti na položaj v ustih jih glede na ugriz osebe, hkrati pa so namenjeni tudi izboljšanju zdravja zob.  Naramnice tudi odpravijo vrzeli. Pogosto se uporabljajo za odpravljanje podgriza in križnega griza, pa tudi malokrvnosti, prekomernega ugriza, odprtega ugriza, globokega ugriza, ukrivljenosti zob in raznih drugih napak zob in čeljusti. Naramnice so lahko kozmetične ali strukturne. Zobni aparat se pogosto uporablja skupaj z drugimi ortodontskimi pripomočki za razširitev neba ali čeljusti in za drugačno pomoč pri oblikovanju zob in čeljusti.